# Brian Mott
Brian Leonard Mott (Londres, 1946) és un filòleg anglès. Entre els seus interessos de recerca destaquen la fonètica i la fonologia, la traducció i la dialectologia. Després de llicenciar-se en Estudis Hispànics per la Universitat d'Aberdeen en 1969, va encetar l'ensenyament a la Universitat de Saragossa. D'ençà del 1968 ha estudiat l'idioma aragonès de la Vall de Gistau (aragonès gistaví), sobre el qual ha publicat abundosos articles i llibres. Actualment, és el coordinador de la secció de lingüística del Departament de Filologia Anglesa i Alemanya de la Universitat de Barcelona. És membre d'honor de l'Acadèmia de l'Aragonès.

## Publicacions
Algunes de les seves publicacions més destacades són:
- 1984 - Diccionario chistabino-castellano
- 1989 - El habla de Gistaín
- 1991 - A course in Phonetics and Phonology for Spanish Learners of English
- 1993 - A course in Semantics and Translation for Spanish Learners of English
- 1996 - A Spanish-English, English-Spanish Companion for Spanish Learners of English
- 2000 - Diccionario etimológico chistabino-castellano/castellano-chistabino